# Puccinia wiehei
Puccinia wiehei ist eine Ständerpilzart aus der Ordnung der Rostpilze (Pucciniales). Der Pilz ist ein Endoparasit der  Borstenhirse Setaria splendida. Symptome des Befalls durch die Art sind Rostflecken und Pusteln auf den Blattoberflächen der Wirtspflanzen. Sie ist ein Endemit Malawis.

## Merkmale

### Makroskopische Merkmale
Puccinia wiehei ist mit bloßem Auge nur anhand der auf der Oberfläche des Wirtes hervortretenden Sporenlager zu erkennen. Sie wachsen in Nestern, die als gelbliche bis braune Flecken und Pusteln auf den Blattoberflächen erscheinen.

### Mikroskopische Merkmale
Das Myzel von Puccinia wiehei wächst wie bei allen Puccinia-Arten interzellulär und bildet Saugfäden, die in das Speichergewebe des Wirtes wachsen. Aecien oder Spermogonien der Art sind nicht bekannt. Die kleinen, gelben Uredien der Art wachsen beidseitig auf den Blättern der Wirtspflanzen und sind elliptisch geformt. Ihre hyalinen Uredosporen sind meist eiförmig, 25–28 × 19–23 µm groß und fein stachelwarzig. Die beidseitig wachsenden Telien sind schwarzbraun, früh unbedeckt und pulverig. Die haselnussbraunen Teliosporen sind zweizellig, in der Regel ellipsoid bis breitellipsoid und 40–48 × 22–24 µm groß; ihre Stiele sind farblos und bis zu 120 µm lang.

## Verbreitung
Das bekannte Verbreitungsgebiet von Puccinia wiehei umfasst lediglich Malawi.

## Ökologie
Die Wirtspflanzen von Puccinia wiehei ist die Borstenhirse Setaria splendida. Der Pilz ernährt sich von den im Speichergewebe der Pflanzen vorhandenen Nährstoffen, seine Sporenlager brechen später durch die Blattoberfläche und setzen Sporen frei. Die Art verfügt über einen Entwicklungszyklus, von dem bislang lediglich Telien und Uredien sowie deren Wirt bekannt sind; Spermogonien und Aecien konnten dem Pilz nicht zugeordnet werden.